# 1773 en santé et médecine
| Années de la santé et de la médecine : 1770 - 1771 - 1772 - 1773 - 1774 - 1775 - 1776    |
| Décennies de la santé et de la médecine : 1740 - 1750 - 1760 - 1770 - 1780 - 1790 - 1800 |

Cet article présente les faits marquants de l'année 1773 en santé et médecine.

## Naissances
- 12 mai : Thomas Horsfield (mort en 1859), médecin et naturaliste américain[1].

### Naissance en 1773 sans précision:
- Jean-Vincent-Yves Degland (mort en 1841), médecin, biologiste et mathématicien français[2].

## Décès
- 16 juillet : Nils Rosén von Rosenstein (né en 1706), médecin, anatomiste et naturaliste suédois[3].